# Sei lieb zu mir
Sei lieb zu mir ist ein Schlager aus der Feder von Aldo von Pinelli, Günther Schwenn und Heino Gaze, der 1953 von Rudi Schuricke veröffentlicht wurde.

## Liedtext
Der Sänger bittet seine Liebste, doch „lieb zu ihm zu sein“, weil er nur sie habe und jeder Tag mit ihr ein Geschenk sei. Er würde ihre Zärtlichkeit zum „Glücklichsein brauchen“. Er verspricht ihr, auch immer lieb zu ihr zu sein.

## Veröffentlichung
1955 veröffentlichte Rudi Schuricke das Lied als Single beim Musiklabel Polydor (22 090). Auf der B-Seite befand sich das Lied Zauberhaft. Die Musik wurde von Werner Müller und dem RIAS-Tanzorchester gespielt.

## Coverversionen (Auswahl)
- Gerhard Wendland (Zitat, Schlag auf Schlag, Potpourri – Teil 2, 1953)
- Hans-Arno Simon und sein Casino-Sextett (Zitat, Schlager-Parade Nr. 14, 1953)
- Barnabás von Géczy (Instrumental, 1953)
- Gitta Lind (1953)
- Werner-Septett (1953)
- Mona Baptiste (Englisch, Be Good To Me, 1954)
- André Roos (1954)
- Chris Ulbertson (1954)
- Werner Preuß (1954)
- Gustav Winckler (Dänisch, Dans kun med mig, 1955)
- Rudi Palme (1956)
- Botho-Lucas-Chor (1966)
- Nana Gualdi und Die Rolf Kühn-Combo (1976)